# Лупішко Дмитро Федорович
Дмитро Федорович Лупішко (15 лютого 1942 , Конотопський район, Сумська область ) — український астроном, засновник харківської астероїдної наукової школи, керівник відділу фізики астероїдів і комет Харківської обсерваторії (1989—2012), лауреат Державної премії України в галузі науки і техніки (2010).

## Життєпис

### Дитинство і юність
Дмитро Лупішко народився 15 лютого 1942 року в селі Кошари Сумської області. Він був наймолодшою дитиною у великій селянській родині - до дорослого віку дожили 4 його старші сестри і 3 старші брати. Його мати Меланія Іванівна (1897-1987) була ланковою в колгоспі, дочкою сільського бджоляра. Батько Федір Дмитрович (1896-1990) теж був колгоспником, сином церковного старости, онуком кріпаків поміщиків Тарновських, грамотним селянином, який закінчив 2 класи церковно-приходської школи.
Ще до школи Дмитро навчився читати від своїх старших сестер і братів-школярів. У 1949-1956 роках вчився у Кошарівській середній школі. Закінчивши семирічну школу з похвальним листом, він поступив у Конотопський залізничний технікум, де в той час вже вчився його старший брат Миколай. В технікумі окрім загальних предметів, креслення, залізничної спеціальності, йому також викладали геодезію, вчили працювати з теодолітом і нівеліром, і, за спогадами Лупішка, саме геодезія з часом привела його в астрономію.
У 1960 році закінчив технікум і був розподілений на роботу на ділянку залізниці в Мєждурєченськ в Сибіру.

### Наукова кар'єра
1969 року закінчив фізичний факультет Харківського державного університету та поступив до аспірантури під керівництвом академіка М. П. Барабашова, але не встиг захиститись під його керівництвом — Барабашов помер 1971 року. 1975 року Дмитро Лупішко захистив кандидатську дисертацію «Абсолютна інтегральна та поверхнева фотометрія Марса в протистоянні 1971 р.», а 1999 року — докторську дисертацію «Фотометрія і поляриметрія астероїдів: результати спостережень та аналіз даних». З 1993 по 2006 рік завідував відділом фізики астероїдів і комет НДІ астрономії.

### Вихід на пенсію

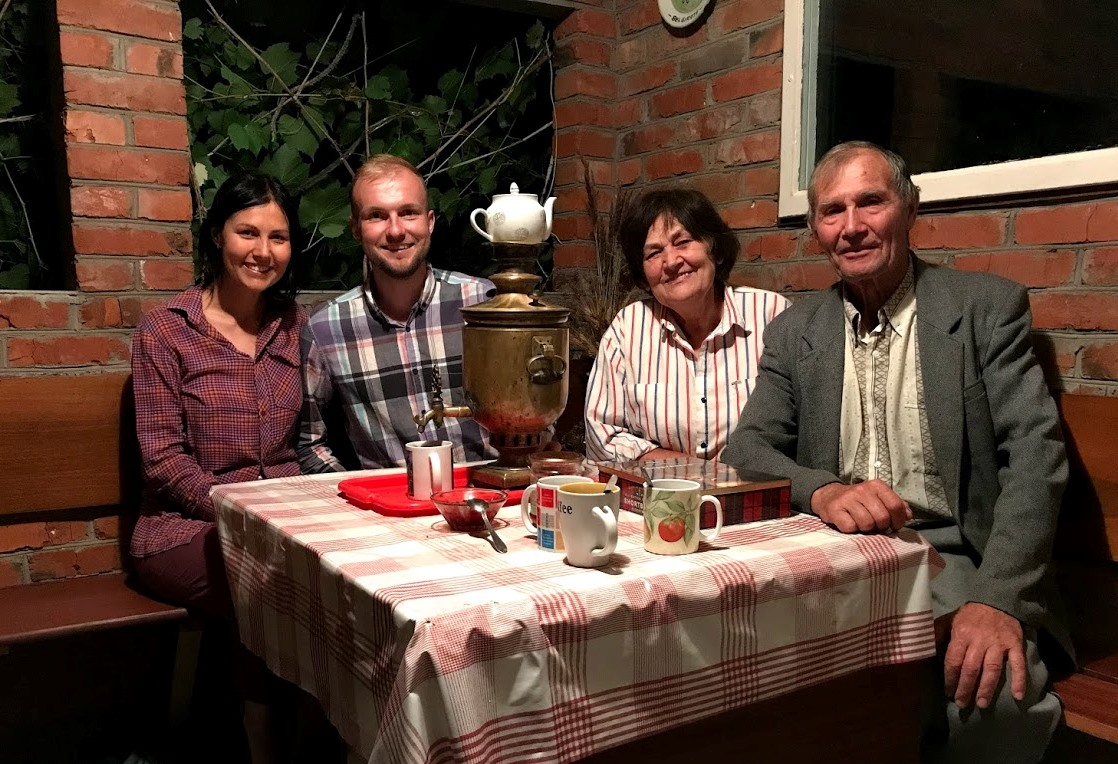
На дачі з дружиною, дочкою й зятем, 2018 рік

2012 року Лупішко передав керівництво відділом фізики астероїдів і комет НДІ астрономії ХНУ своїй учениці Ірині Бельській. У 2018 році захистився останній аспірант Лупішка — Василь Григорович Чорний. 2021 року Лупішко видав книгу спогадів «На перекрёстках жизни и науки». У день 80-річчя Лупішка, 15 лютого 2022 року, в НДІ астрономії ХНУ провели в онлайн-форматі робочу групу «Фотометрія і поляриметрія астероїдів: минуле і майбутнє».

## Наукові результати

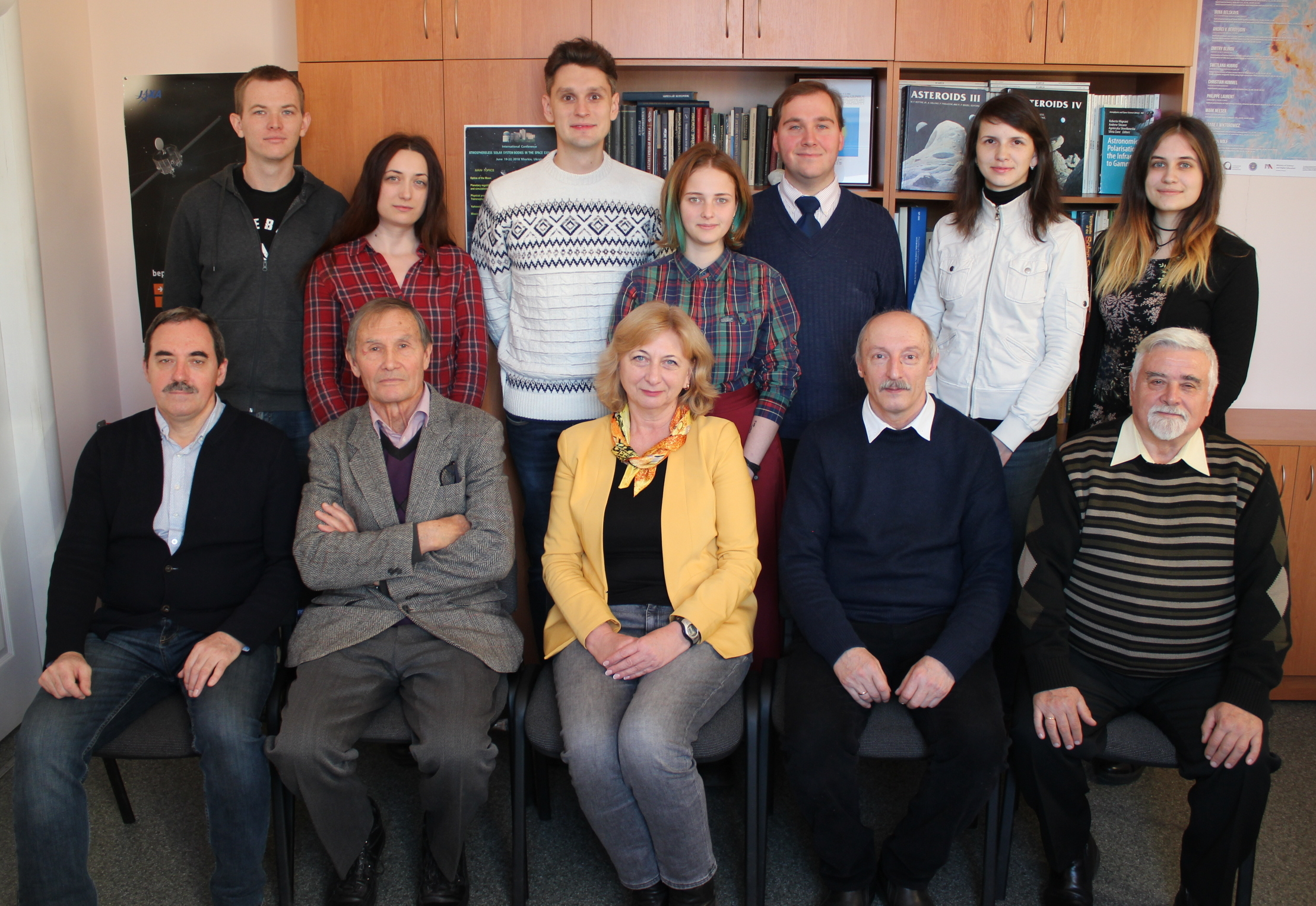
Відділ фізики астероїдів і комет НДІ астрономії ХНУ. В першому ряді Дмитро Лупішко (другий зліва) та його учні Юрій Круглий, Ірина Бельська (нинішня керівниця відділу), Василь Шевченко, Василь Чорний. В другому ряді — молодші співробітники відділу, учні учнів Лупішка.

Почавши наукову кар'єру з досліджень Марса, з часом почав вивчати астероїди, ставши першим науковцем СРСР, який систематично досліджував саме астероїди. 1984 року створив і очолив робочу групу «Астероїди» при Астрораді Академії наук СРСР. В наступні роки Дмитро Лупішко організував та провів чотири засідання цієї робочої групи, а також дві Всесоюзні семінар-наради. Пізніше він організував проведення в Харківській обсерваторії Міжнародних робочих груп «Поляриметрія комет і астероїдів» (1997) і «Фотометрія і поляриметрія астероїдів» (2003).
В фізиці астероїдів Дмитро Лупішко дослідив закони розсіяння світла астероїдними поверхнями, виявив кілька нових поляризаційних ефектів. Показав, що поверхні астероїдів М-типу не є суто металевими, а містять значну частину силікатів. Поліпшив значення діаметрів і альбедо астероїдів, отриманих інфрачервоним космічним телескопом IRAS. Створив поляриметричний банк астероїдних даних, що зараз став частиною бази даних Planetary Data System.

## Родина
- Дружина Таїсія Олександрівна Лупішко (нар. 1943), дочка військовика Олександра Григоровича Воронька, астрономка
  - Дочка Марина (нар. 1971), дослідниця історії мистецтва
    - Онука Соледад (нар. 2007)

  - Дочка Оксана (нар. 1978), перекладачка
    - Онука Марія (нар. 2019)

## Відзнаки
- Державна премія України в галузі науки і техніки (2010)[2].
- Премія НАНУ ім. акад. М. П. Барабашова (1988)
- На честь науковця названо астероїд 3210 Лупішко[7].

## Публікації

### Книги
- Александров Ю. В., Лупишко Д. Ф., Лупишко Т. А. Абсолютная фотометрия Марса в 1971, 1973, 1975 годах. — Харьков : Вища школа, 1977. — 127 с. — 1000 прим.
- Лупишко Д. Ф. На перекрёстках жизни и науки. — Харьков : ХНУ имени В. Н. Каразина, 2021. — 228 с. — 150 прим.